# 保羅·M·薩特
保羅·M·薩特（英語：Paul M. Sutter，？—）是一名美國天體物理學家、科學教育家和科學傳播者。

## 早年生活
薩特於2005年在加州州立理工大學獲得物理學學士學位，並於2011年在伊利諾大學厄巴納-香檳分校獲得物理學博士學位。
他的父親是一名天主教牧師，但薩特沒有談及他個人對宗教的看法，只是說他認識無神論者和各種宗教信仰的人，他們的信仰與科學互相協調。

## 職業生涯
薩特是俄亥俄州立大學天文學系的宇宙學家和社區外展協調員，也是俄亥俄州哥倫布科學和工業中心的科學長。
他主持了幾個播客和一個YouTube系列，為電視和電影製作提供諮詢，在大眾科學出版物上發表文章，並就物理學和天文學的主題進行公開演講。
2017年，薩特因其電影《Song of the Stars》獲得了逃生速度電影節（Escape Velocity Film Festival）的最佳導演獎。